# Braskem
Braskem est un pétrochimiste brésilien, leader sud-américain des résines thermoplastiques. Son siège se trouve à São Paulo.
L'entreprise fut créée en 2002 lors d'une restructuration de l'industrie pétrochimique brésilienne qui a vu les rapprochements de Copene Petroquímica do Nordeste S.A et des actifs pétrochimiques des groupes Odebrecht et Mariani.

## L'entreprise
Braskem exploite 19 usines et 8 usines pilotes d'une capacité totale de production de 10 millions de tonnes par an. Les usines du groupe sont situées dans quatre grands complexes à Camaçari dans l'État de Bahia, à Triunfo dans le Rio Grande do Sul, à Maceió dans l'Alagoas et à Paulinia dans l'État de São Paulo. Deux nouvelles usines sont en projet au Venezuela. Initialement prévues pour être opérationnelles en 2009 et 2011, leur construction a été repoussée en 2013.
Bien que la société ait pour principale activité la production de résines thermoplastiques de polyéthylène, de polypropylène, de polytéréphtalate d'éthylène et de chlorure de polyvinyle, la production de produits pétrochimiques de base (caprolactames, soude, acides) et de solvants représente un peu moins de la moitié de son activité.
Odebrecht détient 38 % du capital, et via Petroquisa de Petrobras, l'État brésilien détient 23 % de Braskem qui est cotée à la bourse de São Paulo sur l'Indice Bovespa. Aujourd'hui, Braskem est le 3e plus important pétrochimiste du continent américain (derrière les nord-américains Exxon et Dow Chemical) et fait partie des onze plus importants au niveau mondial.
Ses bureaux européens sont situés à Rotterdam, Pays-Bas.

## Recherche
La recherche chez Braskem emploie 200 personnes principalement au centre de recherche et développement de Triunfo (RS) qui compte 11 laboratoires dont chimie (polymérisation, catalyse, etc.), physico-chimie, mécanique, rhéologie, microscopes électroniques (MEB et FA) et vieillissements.
En 2007, Braskem a développé le premier polyéthylène 100 % vert fabriqué à partir de Canne à sucre. Des travaux sur la fabrication d'un polypropylène vert sont en cours au centre de recherche du complexe pétrochimique de Triunfo (RS) qui dispose des lignes pilotes de fabrication. Une usine de production à l'échelle industrielle de polyéthylène vert d'une capacité de 200 000 t/an, dont la construction va commencer en août 2010, sera opérationnelle en 2012.
L'unique différence entre un polymère vert (issu de ressources renouvelables) et un polymère noir (issu de la pétrochimie) est l'âge des atomes de carbone donné par la datation au carbone 14.

## Procès
À la suite de tremblements de terre dans la ville de Maceio en 2018, ayant causé de graves désordres à des habitations (fissures et affaissements de terrain) des milliers de personnes ont du quitter leurs logements. Selon eux, ces manifestations du sol sont dues à l’extraction de sel par Braskem et ont intenté des procès à cette société, au Brésil et aux Pays-Bas,. En 2024, des sinistrés portent l'affaire en justice aux Pays-Bas (siège des bureaux européens).